# Signe Wirff
Signe Matilda Wirff, född 4 november 1887 i Maria Magdalena församling i Stockholm, död 18 december 1956 i Västerleds församling i Stockholm, var en svensk skådespelare. 

## Biografi
Signe Wirff scendebuterade 1918 och filmdebuterade 1921 i Victor Sjöströms Körkarlen och kom att medverka i drygt 30 filmer. Hon var gift med skådespelaren John Precht.

## Filmografi i urval
- 1921 – Körkarlen
- 1933 – Hemslavinnor
- 1934 – Unga hjärtan
- 1934 – Hon eller ingen
- 1935 – Äventyr i pyjamas
- 1936 – Bombi Bitt och jag
- 1938 – På kryss med Albertina
- 1938 – Sol över Sverige
- 1939 – Frun tillhanda
- 1939 – Kadettkamrater
- 1940 – Åh, en så'n advokat
- 1941 – Livet går vidare
- 1943 – Kvinnor i fångenskap
- 1943 – En melodi om våren
- 1943 – Ungt blod
- 1944 – Stopp! Tänk på något annat
- 1944 – Narkos
- 1945 – Vandring med månen
- 1946 – Kris
- 1946 – Kristin kommenderar
- 1946 – Rötägg
- 1946 – Stiliga Augusta
- 1946 – Barbacka
- 1947 – Den långa vägen
- 1947 – Folket i Simlångsdalen
- 1947 – Konsten att älska
- 1949 – Kuckelikaka
- 1950 – Restaurant Intim
- 1950 – Pimpernel Svensson
- 1950 – Hjärter Knekt
- 1955 – Hoppsan!
- 1955 – Luffaren och Rasmus
- 1955 – Giftas

## Teater

### Roller (ej komplett)
| År   | Roll                        | Produktion                                                        | Regi               | Teater                           |
| ---- | --------------------------- | ----------------------------------------------------------------- | ------------------ | -------------------------------- |
| 1920 | Prinsessan                  | Prinsessans visa Anna Wahlenberg                                  | Gustaf Nessler     | Svenska Teatern, Helsingfors     |
| 1920 | Muriel Pym                  | Milstolpar (Milestones) Arnold Bennett                            | Helge Wahlgren     | Svenska Teatern, Helsingfors     |
| 1925 |                             | På begäran Nicolas Nancey och Henry de Gorsse                     | Erik Berglund      | Blancheteatern                   |
| 1926 | Adrienne                    | Hans majestät får vänta Oscar Rydqvist                            | Einar Fröberg      | Komediteatern                    |
| 1927 | Fru de S:t Fugasse          | Buketten André Birabeau och Georges Dolley                        | Erik Berglund      | Komediteatern                    |
| 1927 | Adrienne                    | Hans majestät får vänta Oscar Rydqvist                            | Einar Fröberg      | Komediteatern                    |
| 1928 |                             | Indianer och vita Axel Berggren                                   | Albert Ståhl       | Komediteatern                    |
| 1928 | Signora Sirelli             | Alla ha rätt Luigi Pirandello                                     | Ernst Eklund       | Komediteatern                    |
| 1928 | Hertiginnan de Bellencontre | Du skall ta mig Louis Verneuil                                    | Ernst Eklund       | Komediteatern                    |
| 1928 | Konsulinnan Berndt          | Mördaren Hildur Dixelius                                          | Ernst Eklund       | Komediteatern                    |
| 1929 | Fru Peachum                 | Tolvskillingsoperan Bertolt Brecht och Kurt Weill                 | Ernst Eklund       | Komediteatern                    |
| 1931 | Kejsarinnan Elisabet        | Lilla Katarina (La Petite Catherine) Alfred Savoir                | Ernst Eklund       | Komediteatern                    |
| 1936 | Else                        | Skolka skolan Stefan Bekeff och Adorjan Stella                    | Carlo Keil-Möller  | Vasateatern                      |
| 1938 | Fru Wagstaff                | Kvinnorna Clare Boothe Luce                                       | Rune Carlsten      | Dramaten                         |
| 1939 | Fru Homais                  | Madame Bovary Gaston Baty                                         | Harry Roeck-Hansen | Blancheteatern                   |
| 1939 | Adelaide Hagel-Ulfstjerna   | Johan Ulfstjerna Tor Hedberg                                      | Sandro Malmquist   | Nya Teatern                      |
| 1940 | Robertas tant               | Din nästas fästmö Adelaide Matthews och Anne Nichols              | Ernst Eklund       | Oscarsteatern                    |
| 1941 | Fru Hall                    | Kamraterna August Strindberg                                      | Per-Axel Branner   | Nya Teatern                      |
| 1941 | Maria Eleonora              | Christina August Strindberg                                       | Per-Axel Branner   | Nya Teatern                      |
| 1942 | Fru Christensen             | Stycken av ett mönster (Brudstykker af et mønster) Carl Erik Soya | Per-Axel Branner   | Nya Teatern                      |
| 1944 | Abby Brewster               | Arsenik och gamla spetsar Joseph Kesselring                       | Hasse Ekman        | Oscarsteatern                    |
| 1951 |                             | Robespierre Rudolf Värnlund                                       | Johan Falck        | Norrköping-Linköping stadsteater |
| 1951 | Assunta                     | Den tatuerade rosen Tennessee Williams                            | Ingmar Bergman     | Norrköping-Linköping stadsteater |
| 1951 |                             | Premiär nästa måndag Philip King                                  | Gunnar Skoglund    | Norrköping-Linköping stadsteater |
| 1952 | Mrs Conway                  | I dag och i morgon J. B. Priestley                                | Johan Falck        | Norrköping-Linköping stadsteater |
| 1952 | Lady Angkatell              | Laddat möte Agatha Christie                                       | Sture Ericson      | Norrköping-Linköping stadsteater |
| 1952 | Millicent Tower             | Jane W. Somerset Maugham                                          | Keve Hjelm         | Norrköping-Linköping stadsteater |
| 1952 | Mademoiselle Capulat        | Dans under stjärnorna Jean Anouilh                                | Johan Falck        | Norrköping-Linköping stadsteater |
| 1952 | Miss Faber                  | När skymningen föll Lesley Storm                                  | Keve Hjelm         | Norrköping-Linköping stadsteater |
| 1953 | Boubou, kammarjungfru       | Madame Walentin Chorell                                           | Sture Ericson      | Norrköping-Linköping stadsteater |
| 1953 |                             | Peer Gynt Henrik Ibsen                                            | Johan Falck        | Norrköping-Linköping stadsteater |
| 1953 | Essie                       | Ljuva ungdomstid Eugene O’Neill                                   | Rune Carlsten      | Norrköping-Linköping stadsteater |
| 1954 | Ärkehertiginnan Ferdinand   | Prins på vift Terence Rattigan                                    | Per Gerhard        | Vasateatern                      |

## Radioteater
| År   | Roll   | Produktion                  | Regi        |
| ---- | ------ | --------------------------- | ----------- |
| 1952 | Modern | Trångbodda Ingeborg Solberg | Johan Falck |